# Призма (геометријска фигура)
Призма је геометријски полиедар ограничен са две паралелне подударне основе (основа може бити било који многоугао) које су повезане паралелограмима (бочним странама). У зависности од многоугла у основи, призма може бити троугаона, четвороугаона, петоугаона итд. Сви попречни пресеци паралелни са основама су транслације основа. Призме су назване по својим основама, нпр. призма са петоугаоном основом назива се петоугаона призма. Призме су подкласа призматоида.
Као и многи основни геометријски термини, реч призма први пут је употребљена у Еуклидовим елементима. Еуклид је дефинисао термин у Књизи XI као „чврста фигура коју ограничавају две супротне, једнаке и паралелне равни, док су остале паралелограми“. Међутим, ова дефиниција је критикована јер није довољно конкретна у односу на природу основа, што је изазвало забуну међу каснијим писцима геометрије.

## Десна призма, једнолична призма
|  |  |  |  |
|  |  |  |  |
|  |  |  |  |
|  |  |  |  |
|  |  |  |  |

### Десна призма
Права призма је призма у којој су спојне ивице и лица окомите на основне површине. Ово важи ако су све спојне површине правоугаоне.
Дуал праве n-призме је права n-бипирамида.
Десна призма (са правоугаоним страницама) са правилним n-угаоним основама има Шафлијев симбол { }×{n}. Она се приближава цилиндричном чврстом телу како се n приближава бесконачности.

#### Посебни случајеви
- Права правоугаона призма (са правоугаоном основом) се такође назива кубоид, или неформално правоугаона кутија. Правоугаона призма има Шафлијев симбол { }×{ }×{ }.
- Права квадратна призма (са квадратном основом) се такође назива квадратни кубоид или неформално квадратна кутија.

Напомена: неки текстови могу применити термин правоугаона призма или квадратна призма и на праву правоугаону призму и на праву квадратну призму.

### Униформна призма
Униформна призма или полуправилна призма је права призма са правилним основама и квадратним страницама, пошто су такве призме у скупу униформних полиедара.
Униформна n-угаона призма има Шафлијев симбол t{2,n}.
Десне призме са правилним основама и једнаким дужинама ивица формирају један од два бесконачна низа полуправилних полиедара, док су друге серије антипризме.

## Подела
- Праве и косе призме
- Тростране, четворостране, петостране ...
- Правилне и неправилне

Правилна призма је она призма која у основи има правилан многоугао (троугао, четвороугао, петоугао итд.)

## Делови призме
- Права
- Основа (Basis)
- Бочна страна
- Основна ивица

## Површина призме
Површина призме је збир површина свих страна призме. Најједноставније је израчунати површину бочних страна -М- призме и саберемо са две основе. 
{\displaystyle 2B+Ph}
где је B површина основе, h висина, а P обим основе.
Површина праве призме чија је основа правилан n-страни многоугао са дужином странице s и висином h је према томе:
{\displaystyle A={\frac {n}{2}}s^{2}\cot {\left({\frac {\pi }{n}}\right)}+nsh}

## Запремина призме
Запремину призме израчунавамо тако што површину основе призме помножимо висином призме.
{\displaystyle V=Bh}
где је B површина основе, а h висина. Запремина призме чија је основа n-страни правилан многоугао са дужином странице с је према томе:
{\displaystyle V={\frac {n}{4}}hs^{2}\cot \left({\frac {\pi }{n}}\right)}

## Шлегелови дијаграми
| P3 | P4 | P5 | P6 | P7 | P8 |

## Симетрија
Група симетрије праве n-стране призме са правилном основом је Dnh реда 4n, осим у случају коцке, која има већу групу симетрије Oh реда 48, која има три верзије D4h као подгрупе. Ротациона група је Dn реда 2n, осим у случају коцке, која има већу групу симетрије О реда 24, која има три верзије D4 као подгрупе.
Група симетрије Dnh садржи инверзију ако је n парно.
Хозоедри и диедри такође поседују симетрију диедра, а n-угаона призма се може конструисати геометријским скраћењем n-угаоног хозоедра, као и кроз кантелацију или проширење n-угаоног диедра.

## Скраћена призма
Скраћена призма је призма са непаралелним горњим и доњим странама.

## Уврнута призма
Уврнута призма је неконвексни полиедар конструисан од униформне n-призме са сваком бочном плочом подељеном на половину квадратне дијагонале, увртањем врха, обично за π/n радијана (180/n степени) у истом правцу, што доводи до конкавних страница.<ref>„Pictures of Twisted Prisms”.
Уврнута призма се не може сецирати на тетраедре без додавања нових врхова. Најмањи случај: троугласти облик, назива се Шенхартов полиедар.
n-угаона уврнута призма је тополошки идентична n-угаоној униформној антипризми, али има половину групе симетрије: Dn, [n,2]+, реда 2n. Може се посматрати као неконвексна антипризма, са тетраедрима уклоњеним између парова троуглова.
| 3-гонал            | 4-гонал                  | 4-гонал              | 12-гонал                         |
| ------------------ | ------------------------ | -------------------- | -------------------------------- |
| Шенхартов полиедар | Уврнута квадратна призма | Квадратна антипризма | Уврнута додекагонална антипризма |

## Фрустум
Фрустум је конструкција слична  призми, са трапезним бочним странама и различитим великим горњим и доњим полигонима.

## Звездана призма
Звездана призма је неконвексни полиедар конструисан од две идентичне површине звездастог полигона на врху и дну, паралелне и померене растојањем и повезане правоугаоним површинама. Униформна звездана призма ће имати Шлафлијев симбол {p/q} × { }, са p правоугаоником и 2 {p/q} лица. Тополошки је идентична p-гоналној призми.
| { }×{ }180×{ } | ta{3}×{ }   | ta{3}×{ }   | {5/2}×{ }   | {7/2}×{ }   | {7/3}×{ }   | {8/3}×{ }   |
| -------------- | ----------- | ----------- | ----------- | ----------- | ----------- | ----------- |
| D2h, ред 8     | D3h, ред 12 | D3h, ред 12 | D5h, ред 20 | D7h, ред 28 | D7h, ред 28 | D8h, ред 32 |
|                |             |             |             |             |             |             |

### Укрштена призма
Укрштена призма је неконвексни полиедар конструисан од призме, где су врхови једне основе обрнути око центра ове основе (или ротирани за 180°). Ово трансформише бочне правоугаоне површине у укрштене правоугаонике. За правилну полигонску основу, изглед је n-гонални пешчани часовник. Све косе ивице пролазе кроз један центар тела. Напомена: ниједан врх није у центру овог тела. Укрштена призма је тополошки идентична n-угаоној призми.
| { }×{ }180×{ }180 | ta{3}×{ }180 | ta{3}×{ }180 | {3}×{ }180  | {4}×{ }180  | {5}×{ }180  | {5/2}×{ }180 | {6}×{ }180  |
| ----------------- | ------------ | ------------ | ----------- | ----------- | ----------- | ------------ | ----------- |
| D2h, ред 8        | D3d, ред 12  | D3d, ред 12  | D3d, ред 12 | D4h, ред 16 | D5d, ред 20 | D5d, ред 20  | D6d, ред 24 |
|                   |              |              |             |             |             |              |             |

### Тороидна призма
Тороидна призма је неконвексни полиедар попут укрштене призме, али без доње и горње основне површине, и са једноставним правоугаоним бочним странама које затварају полиедар. Ово се може урадити само за једностране основне полигоне. То су тополошки толози, са Ојлеровом карактеристиком за нулу. Тополошка полиедарска мрежа може бити исечена из два реда квадратних плочица (са конфигурацијом темена 4.4.4.4): трака од n квадрата, од којих је сваки причвршћен за укрштени правоугаоник. n-угаона тороидна призма има 2n врхова, 2n лица: n квадрата и n укрштених правоугаоника и 4n ивица. Тополошки је самодуална.
| D4h, ред 16    | D6h, ред 24      |
| v=8, e=16, f=8 | v=12, e=24, f=12 |
|                |                  |

## Призматични политоп
Призматични политоп је вишедимензионална генерализација призме. n-димензионални призматични политоп је конструисан од два (n − 1)-димензионална политопа, преведена у следећу димензију.
Призматични n-политопни елементи се удвостручују од (n − 1)-политопских елемената и затим креирају нове елементе од следећег нижег елемента.
Узмимо n-политоп са fi i-страним елементима (i = 0, ..., n). Његова (n + 1)-политопна призма ће имати 2fi + fi−1 i-страних елемената. (Са f−1 = 0, fn = 1.)
По димензији:
- Узмите многоугао са n врхова, n ивица. Његова призма има 2n темена, 3n ивица и 2 + n лица.
- Узмите полиедар са v врховима, e ивица и f површина. Његова призма има 2v темена, 2e + v ивице, 2f + e лица и 2 + f ћелије.
- Узмите полихорон са v врховима, e ивица, f површина и c ћелија. Његова призма има 2v темена, 2e + v ивице, 2f + e лица, 2c + f ћелија и 2 + c хиперћелије.

### Уједначени призматични политоп
Правилан n-политоп представљен Шлафлијевим симболом {p, q, ..., t} може формирати униформан призматични (n + 1)-политоп представљен картезијанским производом два Шлафлијева симбола: {p, q, ..., t}×{}.
По димензији:
- 0-политопна призма је сегмент линије, представљен празним Шлафлијевим симболом {}.
- 1-политопна призма је правоугаоник, направљен од 2 преведена сегмента. Представља се као производ Шафлијевог симбола {}×{}. Ако је квадратна, симетрија се може смањити: {}×{} = {4}.
  -  Пример: Квадрат, {}×{}, два паралелна сегмента, повезана са две стране сегмента.
- Полигонална призма је 3-димензионална призма направљена од два преведена полигона повезана правоугаоницима. Правилан многоугао {p} може да конструише униформну n-угаону призму представљену производом {p}×{}. Ако је p = 4, са квадратном симетријом, постаје коцка: {4}×{} = {4, 3}.
  -  Пример: Пентагонална призма, {5}×{}, два паралелна петоугла повезана са 5 правоугаоних страница.

- Полиедарска призма је 4-димензионална призма направљена од два преведена полиедра повезана ћелијама 3-димензионалне призме. Правилан полиедар {p, q} може конструисати униформну полихоријску призму, представљену производом {p, q}×{}. Ако је полиедар коцка, а странице коцке, он постаје тесеракт: {4, 3}×{} = {4, 3, 3}.
  -  Пример: Додекаедарска призма, {5, 3}×{}, два паралелна додекаедра повезана са 12 петоугаоних страница призме.

Призматични политопи вишег реда такође постоје као картезијански производи било која два политопа. Димензија производа политопа је производ димензија његових елемената. Први примери ових постоје у 4-димензионалном простору; називају се дуопризми као производ два полигона. Регуларни дуопизми су представљени као {p}×{q}.

## Галерија
- Права тространа призма
- Коса неправила призма